# Helietta lucida
Helietta lucida är en vinruteväxtart som beskrevs av T. S. Brandegee. Helietta lucida ingår i släktet Helietta och familjen vinruteväxter. Inga underarter finns listade i Catalogue of Life.